# Шведская королевская академия наук
Шведская королевская академия наук (швед. Kungliga Vetenskapsakademien) — одна из Шведских королевских академий, независимая негосударственная организация, ставящая целью развитие наук (прежде всего математики и естественных наук).

## История
Основана в 1739 году шестью молодыми шведскими учёными, предпринимателями и политиками:
- естествоиспытателем Карлом Линнеем,
- коммерсантом Йонасом Альстрёмером[швед.],
- инженером и предпринимателем Мортеном Тривальдом[швед.],
- политиком Андерсом Юханом фон Хёпкеном,
- учёным и политиком Стеном Карлом Биелке,
- политиком Карлом Вильгельмом Кадерхельмом[швед.].

Образцом для создания академии послужили Лондонское королевское общество и Королевская академия наук Франции.
Первым президентом Академии по жребию был избран Карл Линней.

## Награды Академии
Академия присуждает следующие международные премии:
- Нобелевская премия по физике,
- Нобелевская премия по химии,
- Премия памяти Нобеля по экономике,
- Крафордовские премии по астрономии, математике, биологическим наукам и лечению полиартрита,
- Премии Рольфа Шока по логике и философии,
- Премия Грегори Аминоффа по кристаллографии,
- Медаль Оскара Клейна,
- Медаль радиационной защиты (медаль Зиверта).

Академия присуждает следующие национальные премии:
- Премии Йёрана Густафссона[англ.] по естественной науке и медицине,
- Премия Сёдерберга[швед.] по экономике или юриспруденции,
- Премия Таге Эрландера по физике, химии, технологии и биологии,
- Премии Ингвара Линдквиста[швед.] для преподавателей физики, химии, биологии и математики.

## Издательская деятельность
Академия издаёт следующие научные журналы:
- Acta Mathematica
- Acta Zoologica[англ.]
- AMBIO[англ.]
- Arkiv för Matematik[англ.]
- Physica Scripta[англ.]
- Zoologica Scripta

Кроме того, с 1903 по 1949 год Академия издавала журнал Arkiv för matematik, astronomi och fysik, который в 1949 году был разделён на четыре разных журнала: Arkiv för fysik (издавался с 1949 по 1974), Arkiv för Matematik, Arkiv för astronomi и Arkiv för geofysik.

## Постоянные секретари Академии
- Göran K. Hansson[англ.], с 1 июля 2015
- Штаффан Нормарк[англ.], с 1 июля 2010 — 30 июня 2015
- Gunnar Öquist[англ.], с 1 июля 2003 — 30 июня 2010
- Erling Norrby, с 1997 — 30 июня 2003
- Carl-Olof Jacobson[швед.], 1989—1997
- Tord Ganelius[швед.], 1981—1989
- Carl Gustaf Bernhard[англ.], 1973—1981
- Erik Rudberg[швед.], 1959—1972
- Arne Westgren[швед.], 1943—1959
- Henning Pleijel[швед.], 1933—1943
- Henrik Gustaf Söderbaum[англ.], 1923—1933
- Пер Улоф Кристофер Ауривиллиус, 1901—1923
- Еорг Линдгаген, с1866—1901
- Петер Фредрик Вальберг, 1848—1866
- Йёнс Якоб Берцелиус, 1818—1848
- Улоф Сварц, 1811—1818
- Онс Сванберг, 1809—1811
- Онс Сванберг и Carl Gustaf Sjöstén[швед.], 1803—1808 (В 1808 году Sjöstén был снят с должности за халатность)
- Daniel Melanderhjelm[швед.] и Henrik Nicander[швед.], 1796—1803
- Юхан Карл Вильке и Henrik Nicander[швед.], 1784—1796
- Пер Вильгельм Варгентин, 1749—1783
- Pehr Elvius[швед.], 1744—1749
- Якоб Фаггот, 1741—1744
- Августин Эренсверд, апрель—июнь 1740
- Андерс Юхан фон Хёпкен, 1739—1740, 1740—1741